# Оми (язык)
Оми — язык, на котором говорят в области Ару Восточной провинции между двумя реками Конго и Лувуа вдоль дороги Ару-Аба, в Демократической Республике Конго. Когда-то он считался диалектом языка Келико, требующий отдельной литературы.